# レクサスの車種一覧
レクサスの車種一覧（レクサスのしゃしゅいちらん）では、トヨタ自動車の高級車ブランド、レクサスが販売する車種、過去に公開したコンセプトカー、過去に販売していた車種などについて記述する。

## 現行車種
レクサスの車種は、大別してセダン、ハッチバック、クーペ、SUV、ミニバンで構成されている。ただし、全世界で全ての車種が販売されているわけではなく、個々の国々の需要に応じた車種・仕様が投入されている。
以下に記載する車種は、2024年8月時点で、発表・販売されている車種の体系別一覧である。
| セダン   |                                    |  |        |                      |            | | |
| LS       | LS500h LS500 LS350                 |  | 1989年 | 2017年10月 （5代目） | 2020年11月 | ラグジュアリーセダン 「LS350」は中国や中東市場向けに設定される V6 3.5L 自然吸気エンジン搭載モデル。                                          | トヨタ自動車 田原工場 （愛知県） |
| ES       | ES350 ES300h ES260 ES250 ES200     |  | 1989年 | 2018年10月 （7代目） | 2021年8月  | エグゼクティブセダン 日本では「ES300h」のみを販売。 「ES200」/「ES260」は中国向けに販売される 直4 2.0 L / 2.5 L 自然吸気エンジン搭載モデル。 | 1.トヨタ自動車九州 宮田工場 （福岡県）2.Toyota Motor Manufacturing Kentucky Inc.（TMMK） （米国ケンタッキー州）                                      |
| IS       | IS500 IS350 IS300h IS300           |  | 1999年 | 2013年5月 （3代目）  | 2020年11月 | インテリジェントスポーツ | トヨタ自動車 田原工場 （愛知県） |
| クーペ   |                                    |  |        |                      |            | | |
| LC       | LC500h LC500                       |  | 2017年 | 2017年3月 （初代）   |            | ラグジュアリークーペ | トヨタ自動車 元町工場 （愛知県） |
| RC F     | RC F                               |  | 2014年 | 2014年10月 （初代）  | 2019年5月  | ラディカルクーペ F RCの高性能モデル | トヨタ自動車 田原工場 （愛知県） |
| RC       | RC350 RC300h RC300                 |  | 2014年 | 2014年10月 （初代)   | 2018年10月 | ラディカルクーペ | トヨタ自動車 田原工場 （愛知県） |
| SUV      |                                    |  |        |                      |            | | |
| LX       | LX600 LX500d LX700h                |  | 1996年 | 2021年10月 （4代目） |            | ラグジュアリー 4×4 日本では3代目のLX570からLX500d以外を導入                                                                                  | トヨタ車体 吉原工場 （愛知県） |
| TX       | TX350 TX500h TX550h+               |  | 2023年 | 2023年6月（初代）    |            | 日本未発売車種 | |
| GX       | GX400 GX460 GX550                  |  | 2002年 | 2009年11月 （2代目） | 2019年6月  | グランド 4×4 日本では2025年4月からGX550を発売 （2024年4月に先行でGX550 "OVERTRAIL+"を抽選販売）                                              | トヨタ自動車 田原工場 （愛知県） |
| RX       | RX500h RX450h+ RX350h RX350        |  | 1998年 | 2022年（5代目）      |            | ラディアントクロスオーバー 日本ではRX350・RX350L以外を導入                                                                                   | 1.トヨタ自動車九州 宮田工場（福岡県） （下記2を除く全モデル） 2.Toyota Motor Manufacturing Canada Inc.（TMMC） （カナダ オンタリオ州：北米市場向け） |
| RZ       | RZ450e                             |  | 2022年 | 2022年4月 （初代）   |            | レクサスブランド初のBEV | トヨタ自動車 元町工場 （愛知県） |
| NX       | NX450h+ NX350h NX350 NX250 NX200   |  | 2014年 | 2021年10月 (2代目)   |            | ニンブルクロスオーバー | トヨタ自動車九州 宮田工場 （福岡県） |
| UX       | UX300h UX250h UX200 UX300e         |  | 2018年 | 2018年11月 （初代）  |            | アーバンクロスオーバー | トヨタ自動車九州 宮田工場 （福岡県） |
| LBX      | Cool Relax Bespoke Build MORIZO RR |  | 2023年 | 2023年（初代）       |            | ブレイクスルークロスオーバー。日本では2023年12月発売                                                                                         | 1:トヨタ自動車東日本 岩手工場（岩手県）（MORIZO RR以外） 2:トヨタ自動車 元町工場（愛知県）（MORIZO RR）                                              |
| ミニバン |                                    |  |        |                      |            | | |
| LM       | LM500h LM350h                      |  | 2020年 | 2023年 （2代目）     |            | ラグジュアリームーバー 主にアジア市場で販売。2020年2月24日に中国市場で発売開始。日本へは2世代目からの導入(2023年12月)。                      | |

## 過去の車種
| 車種                  | 車種                      | 画像 | 発表            | マイナーチェンジ 改良 | 備考/車名の由来                                 | 販売期間                             | 生産工場                             | 導入国                                                         | 導入国                                     |
| --------------------- | ------------------------- | ---- | --------------- | --------------------- | ----------------------------------------------- | ------------------------------------ | ------------------------------------ | -------------------------------------------------------------- | ------------------------------------------ |
| セダン                |                           |      |                 |                       |                                                 |                                      |                                      |                                                                |                                            |
| HS                    | HS250h                    |      | 2009年          | 2013年1月             | ハーモニアスセダン 2013年以降は日本国内専売車種 | 2009年-2018年                        | トヨタ自動車九州 宮田工場            | アジア                                                         | 1か国                                      |
| GS                    | GS300 GS300h GS350 GS450h |      | 1993年          | 2012年1月 （4代目）   | グランドツーリングセダン                        | 1993年-2020年                        | トヨタ自動車 元町工場 （愛知県）     | 北アメリカ ヨーロッパ アフリカ アジア オセアニア 中近東 中南米 |                                            |
| ハッチバック          |                           |      |                 |                       |                                                 |                                      |                                      |                                                                |                                            |
| CT                    | CT200h                    |      | 2011年          | 2011年1月 （初代）    | クリエイティブツーリング                        | 2017年8月                            | トヨタ自動車九州 宮田工場 （福岡県） |                                                                |                                            |
| クーペ/コンバーチブル |                           |      |                 |                       |                                                 |                                      |                                      |                                                                |                                            |
| SC                    | SC300 SC400               |      | 1991年（初代）  |                       | スペシャリティクーペ                            | 1991年-2001年                        |                                      |                                                                |                                            |
| SC                    | SC430                     |      | 2001年（2代目） | 2005年8月             | スペシャリティクーペ                            | 2001年-2010年 （日本:2005年-2010年） | 関東自動車工業 東富士工場 （静岡県） | 北アメリカ ヨーロッパ アフリカ アジア オセアニア 中近東 中南米 | 2ヵ国 23か国 1か国 8か国 2か国 6か国 1か国 |
| IS C                  | IS250C IS300C IS350C      |      | 2009年          | 2012年8月             | インテリジェントスポーツ コンバーチブル         | 2009年-2014年                        | トヨタ自動車九州 宮田工場            | 北アメリカ 南アメリカ ヨーロッパ アフリカ アジア オセアニア    | 2か国 1か国 35か国 1か国 16か国 2か国      |
| Fパフォーマンス       |                           |      |                 |                       |                                                 |                                      |                                      |                                                                |                                            |
| LFA                   | LFA                       |      | 2009年（初代）  |                       | レクサス Fパフォーマンス エイペックス           | 2010年 - 2012年                      | トヨタ自動車 元町工場 （愛知県）     | 北アメリカ ヨーロッパ アフリカ アジア オセアニア               | 2か国 35か国 1か国 13か国 1か国            |
| GS F                  | GS F                      |      | 2015年          | 2015年11月            |                                                 | 2015年-2020年                        | トヨタ自動車 元町工場 （愛知県）     | 北アメリカ ヨーロッパ アフリカ アジア オセアニア 中近東 中南米 |                                            |
| IS F                  | IS F                      |      | 2007年（初代）  |                       | インテリジェントスポーツ F                      | 2007年 - 2014年                      | トヨタ自動車 田原工場                | 北アメリカ ヨーロッパ アフリカ アジア オセアニア               | 2か国 35か国 1か国 9か国 2か国             |

## コンセプトカー

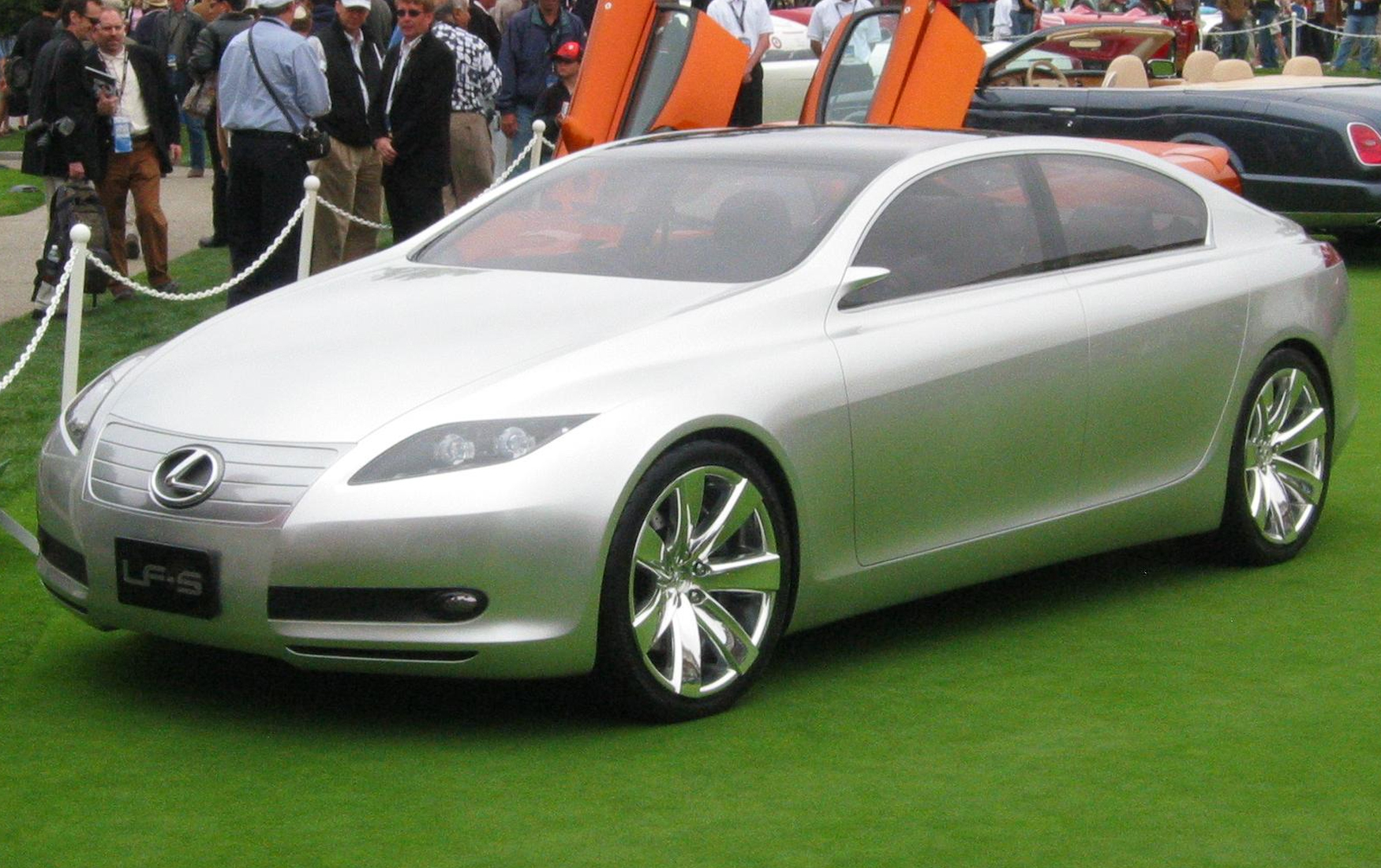
LF-S（2003年）
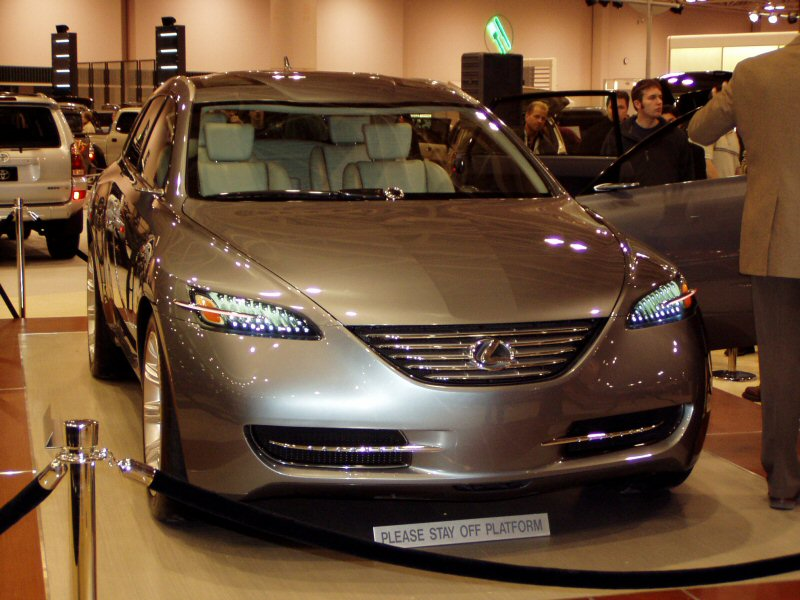
LF-X（2003年）
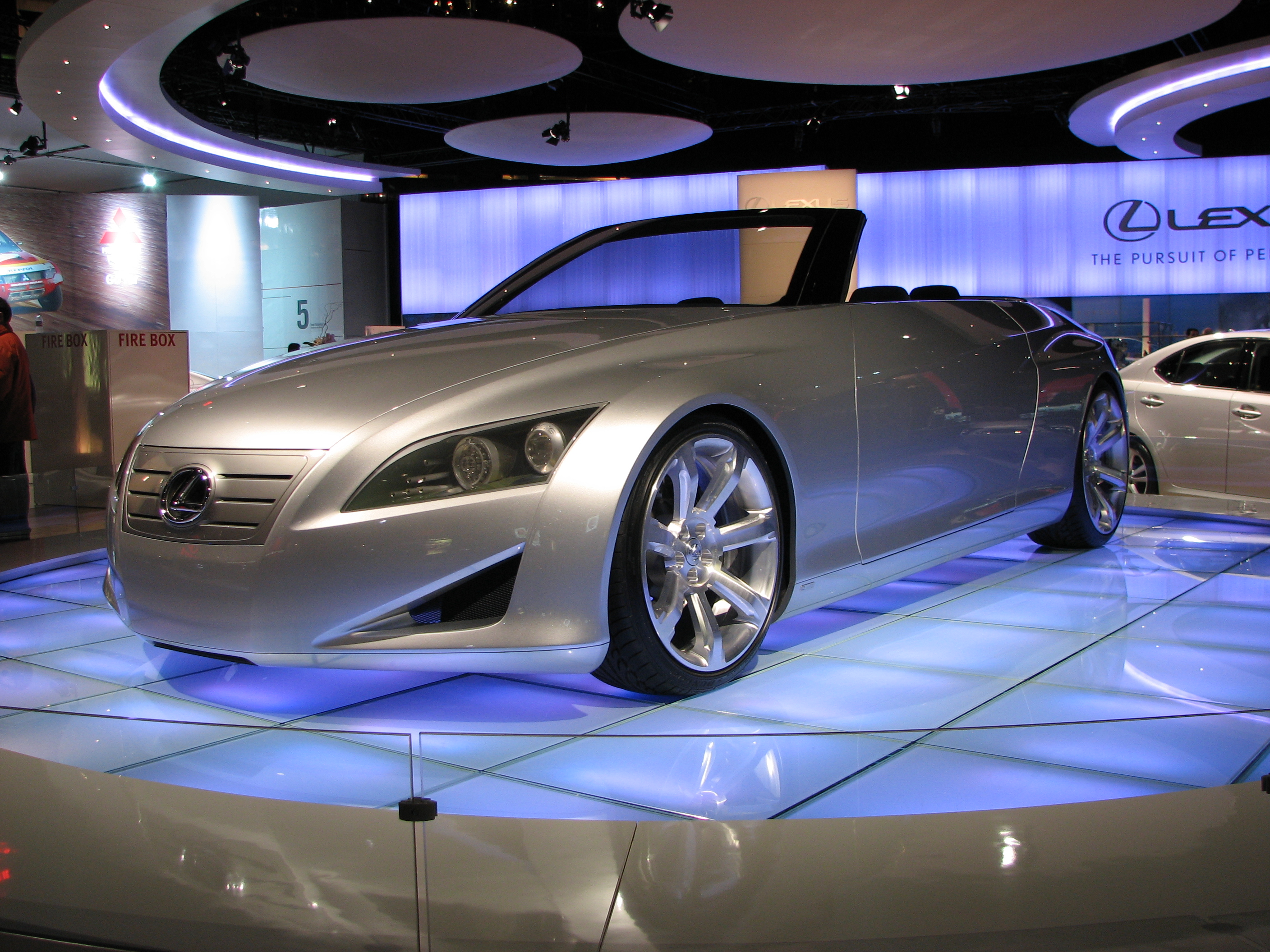
LF-C（2004年）
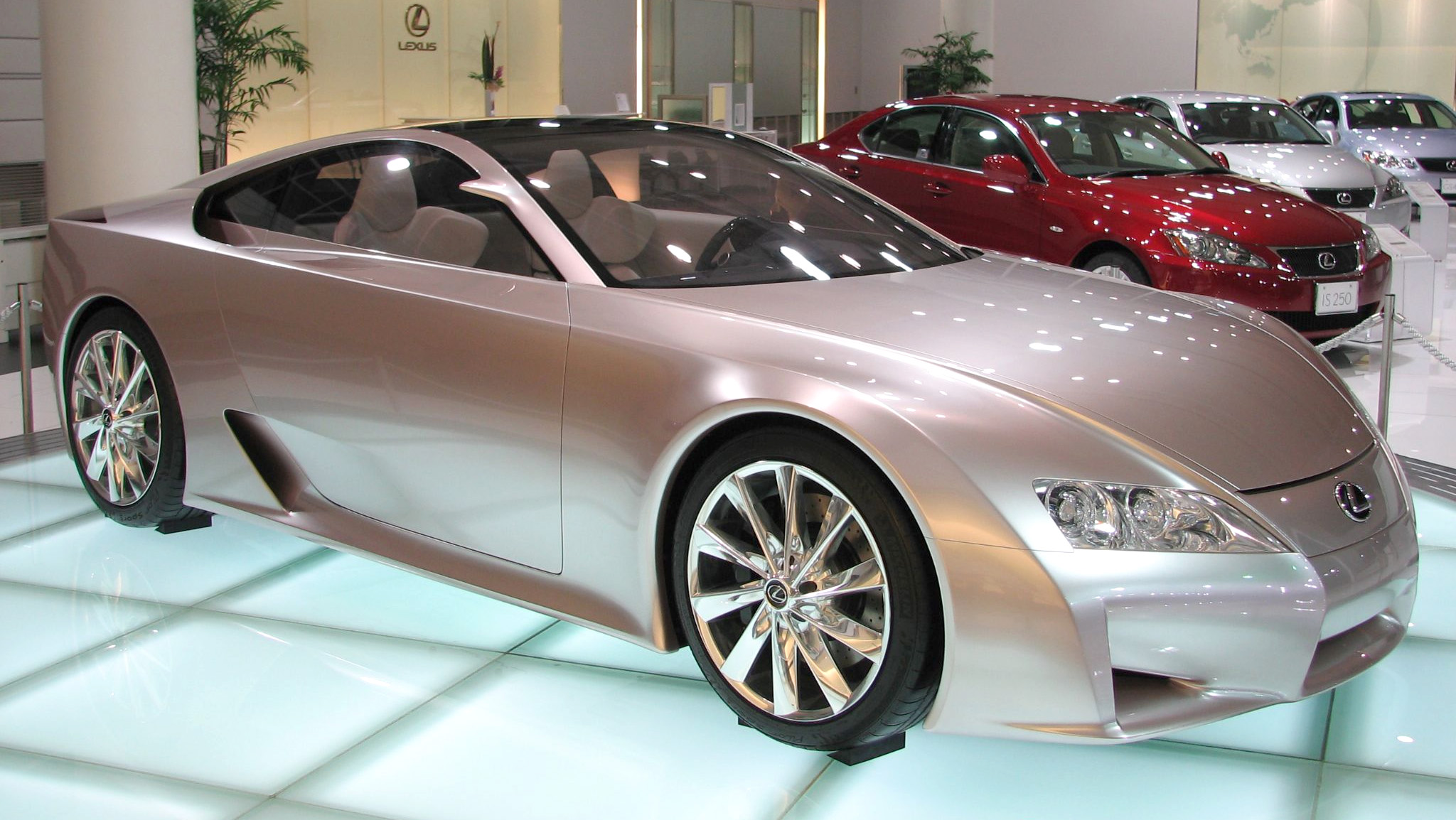
LF-A（2005年）
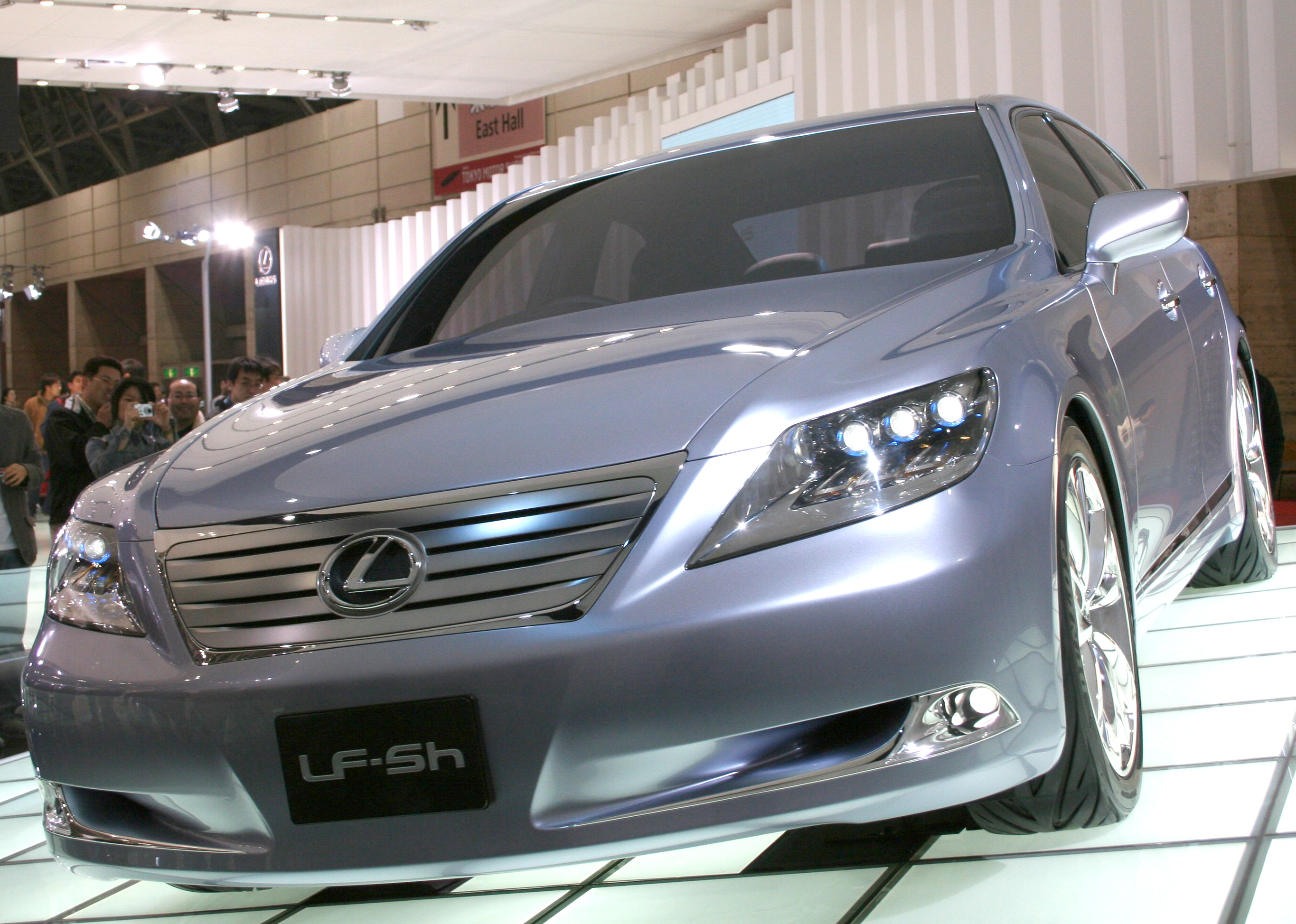
LF-Sh（2005年）
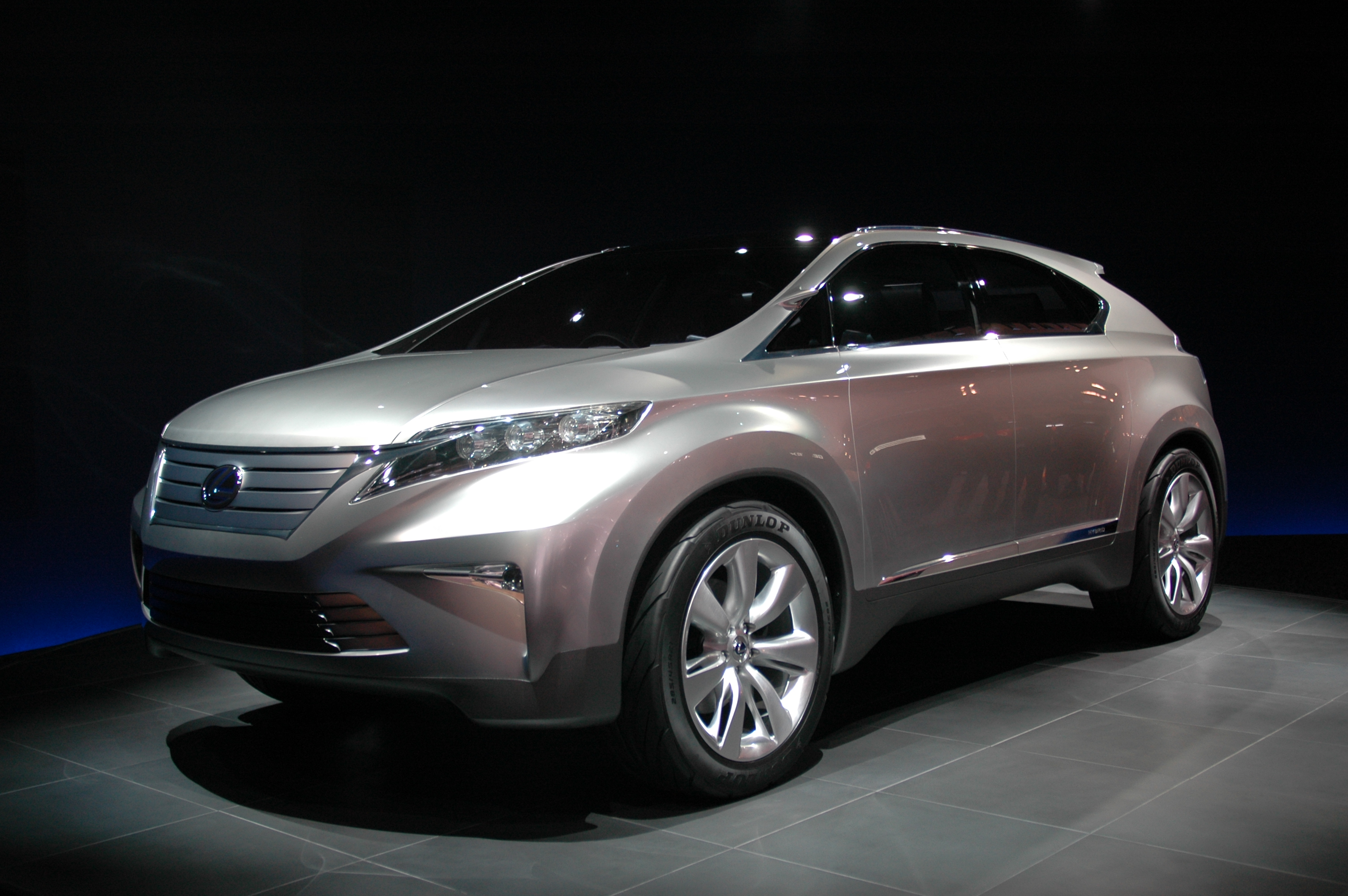
LF-Xh（2007年）
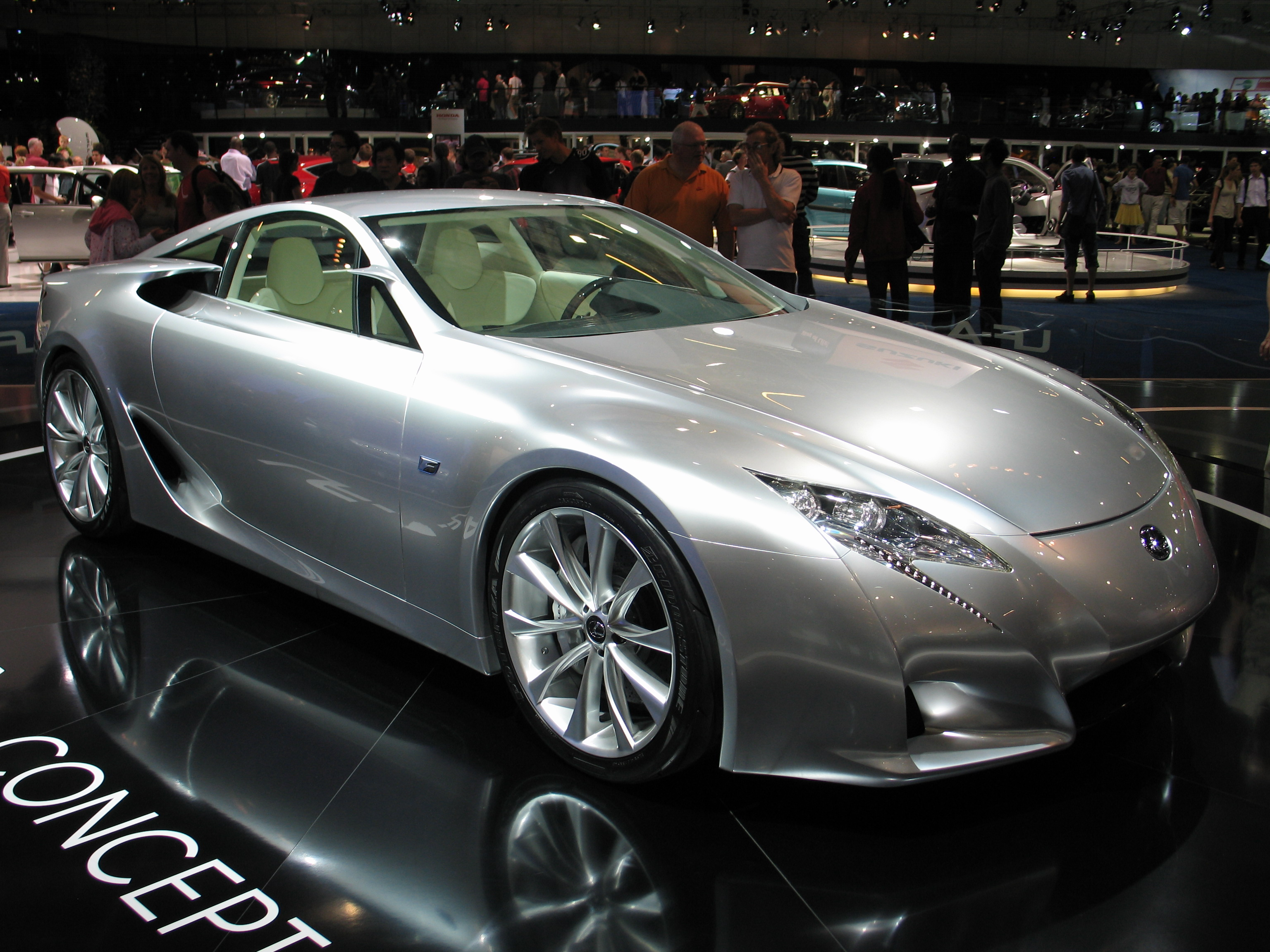
LF-A（2007年）
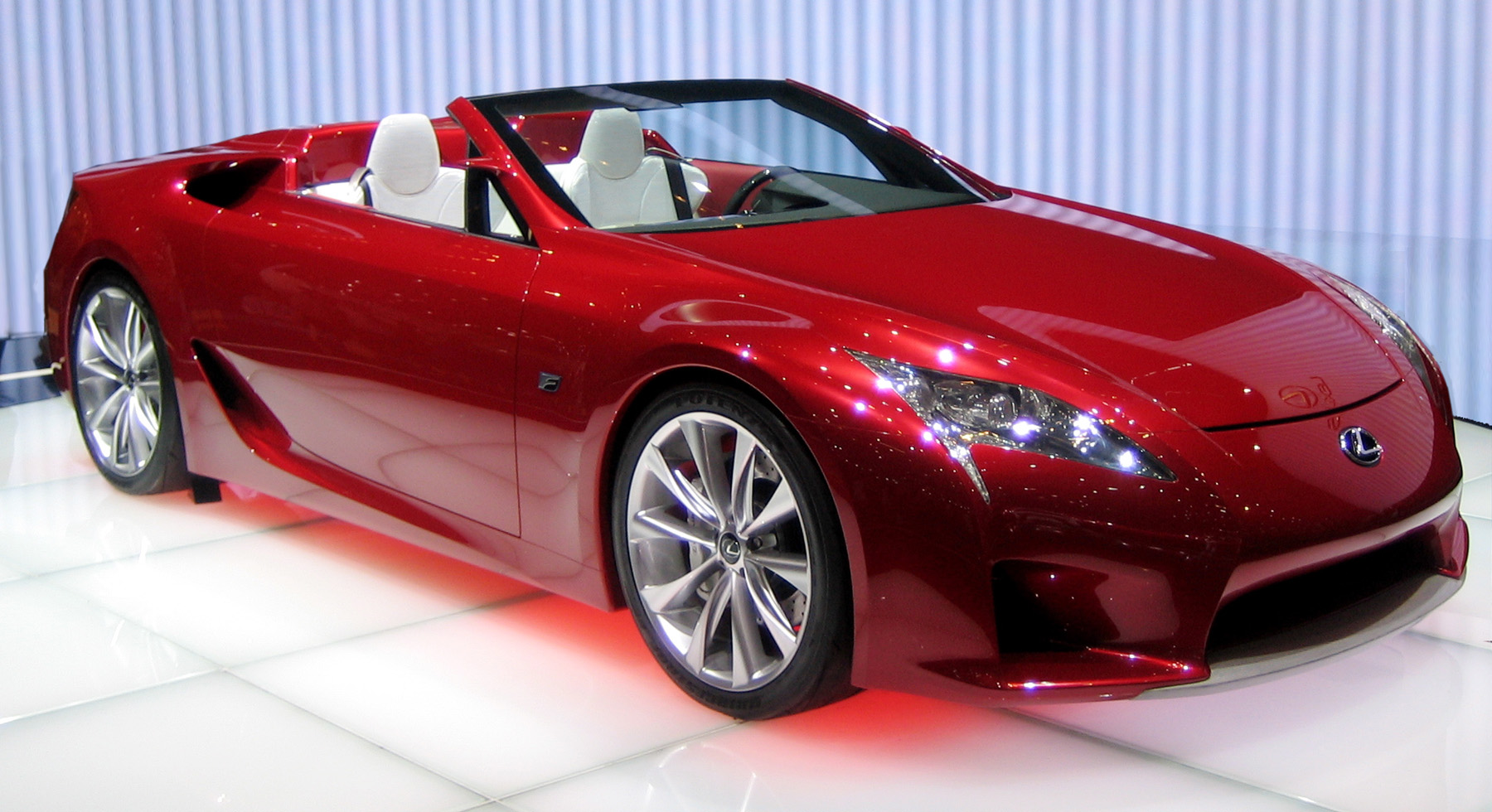
LF-AR（2008年）
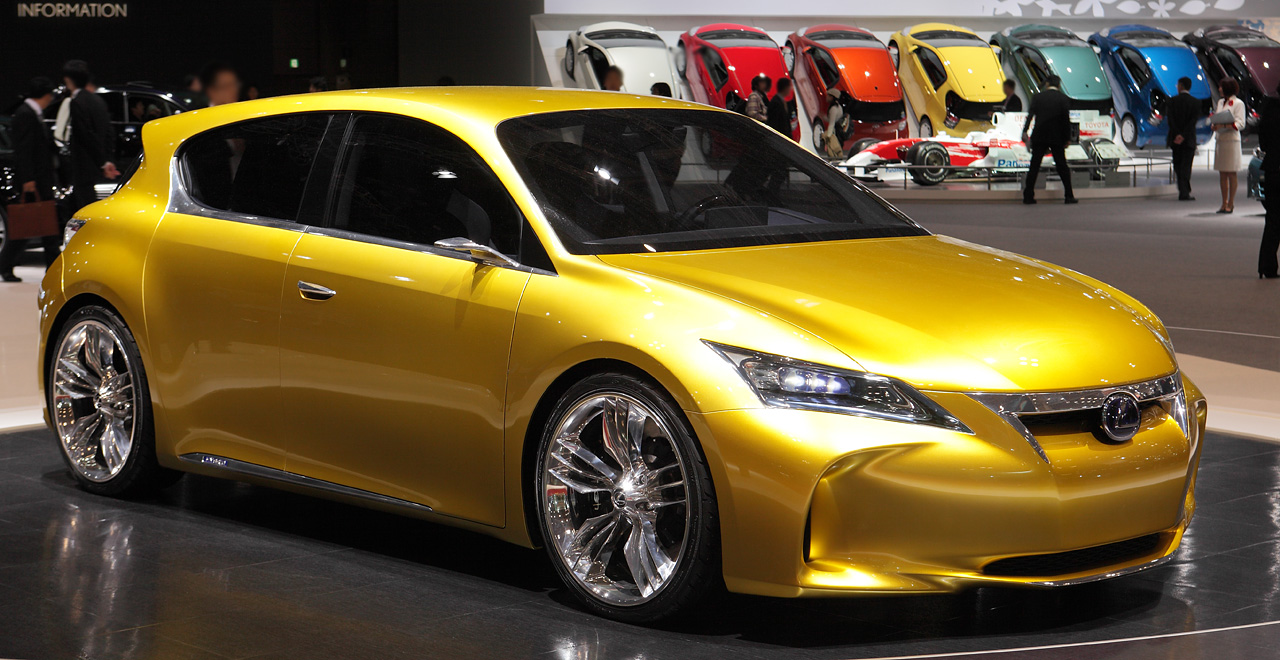
LF-Ch（2009年）
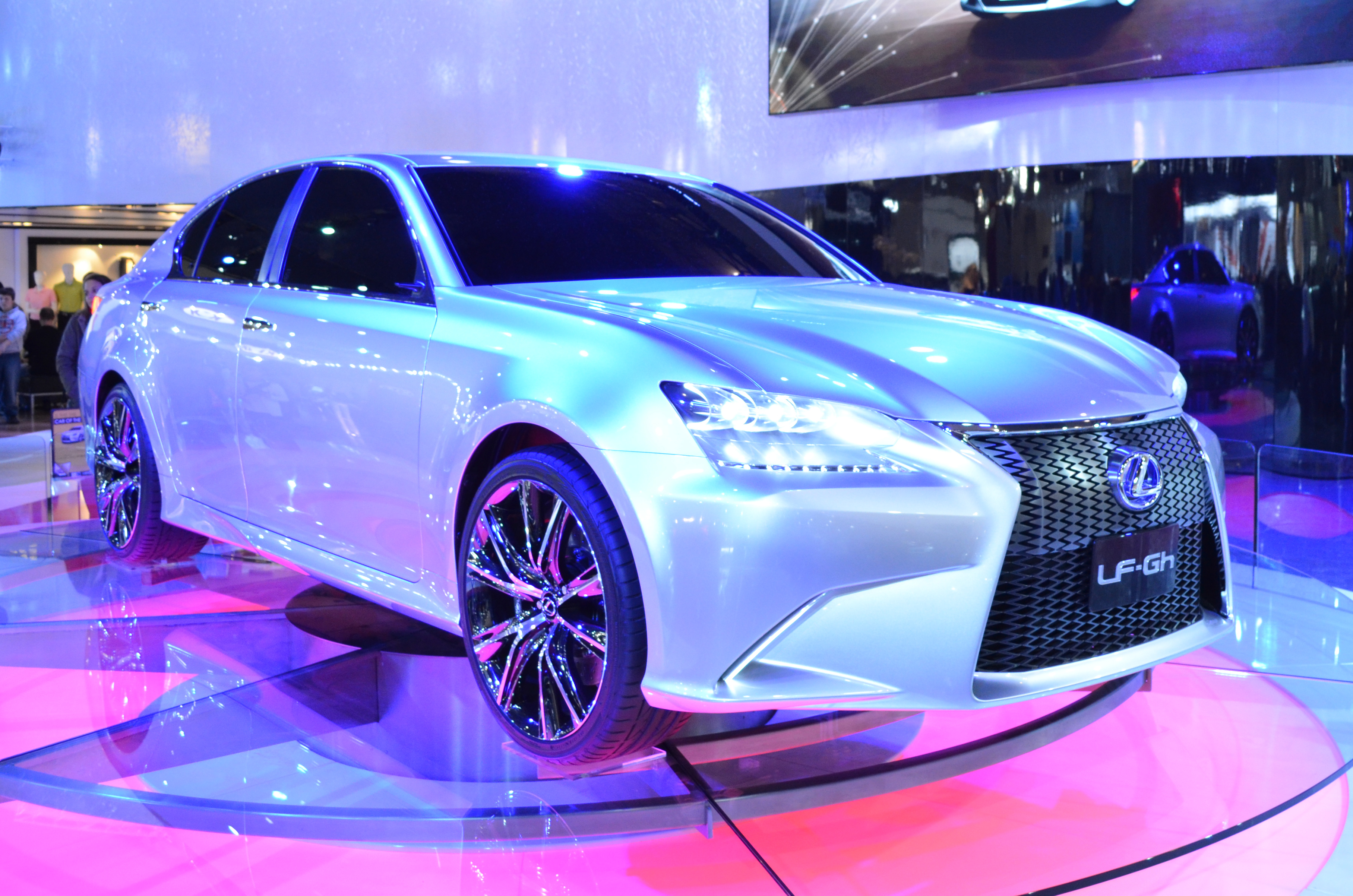
LF-Gh（2011年）
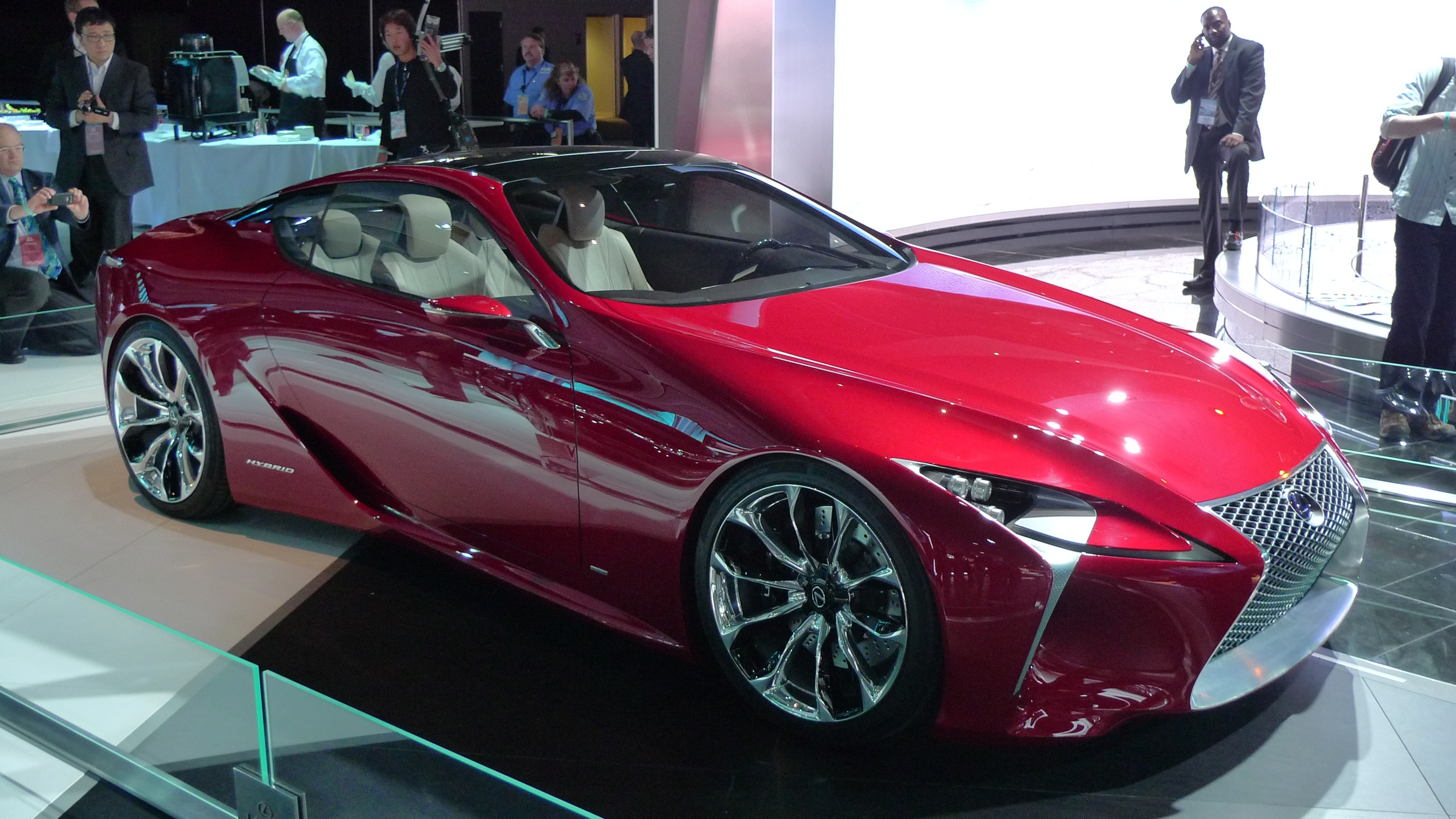
LF-LC（2012年）
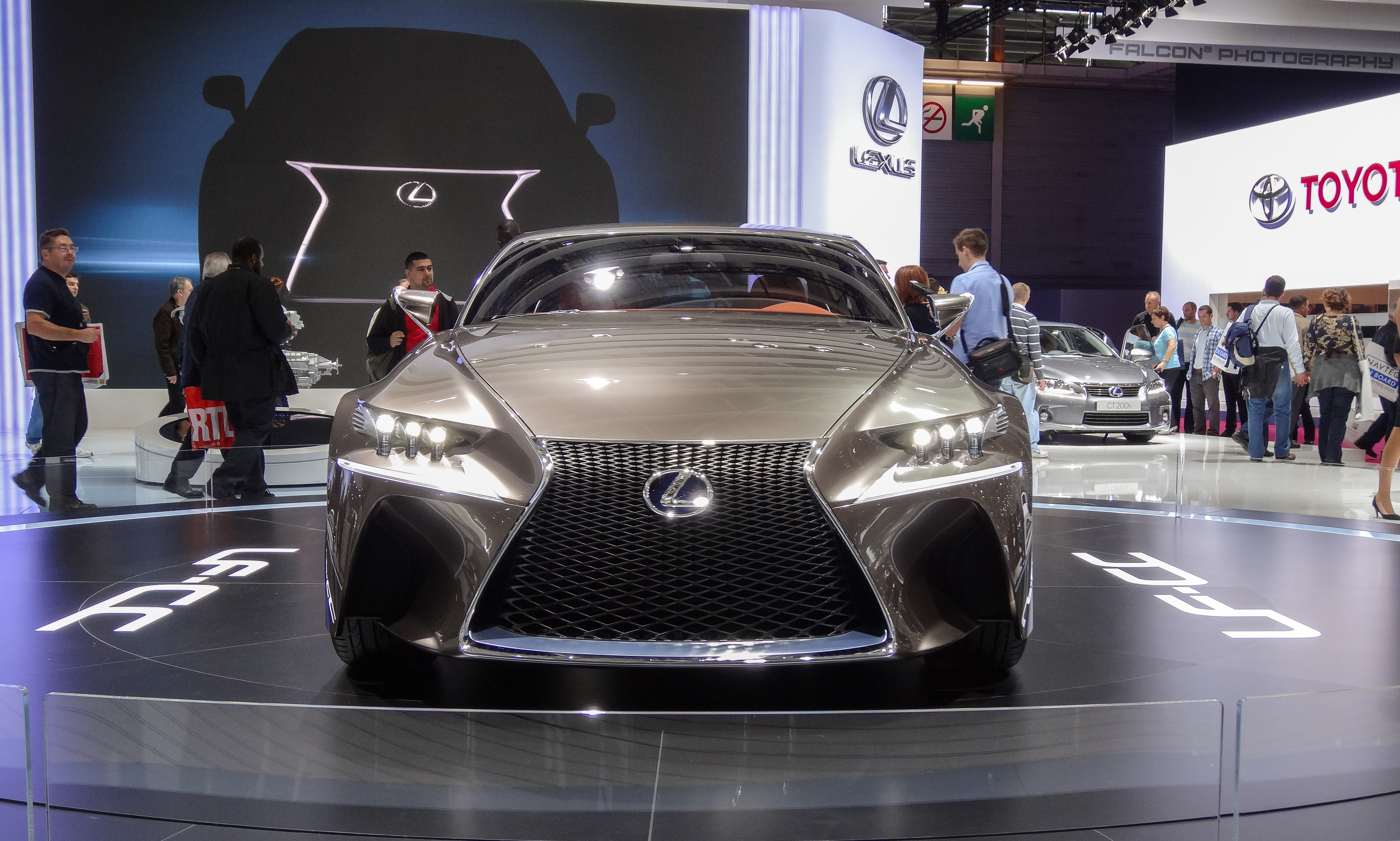
LF-CC（2012年）
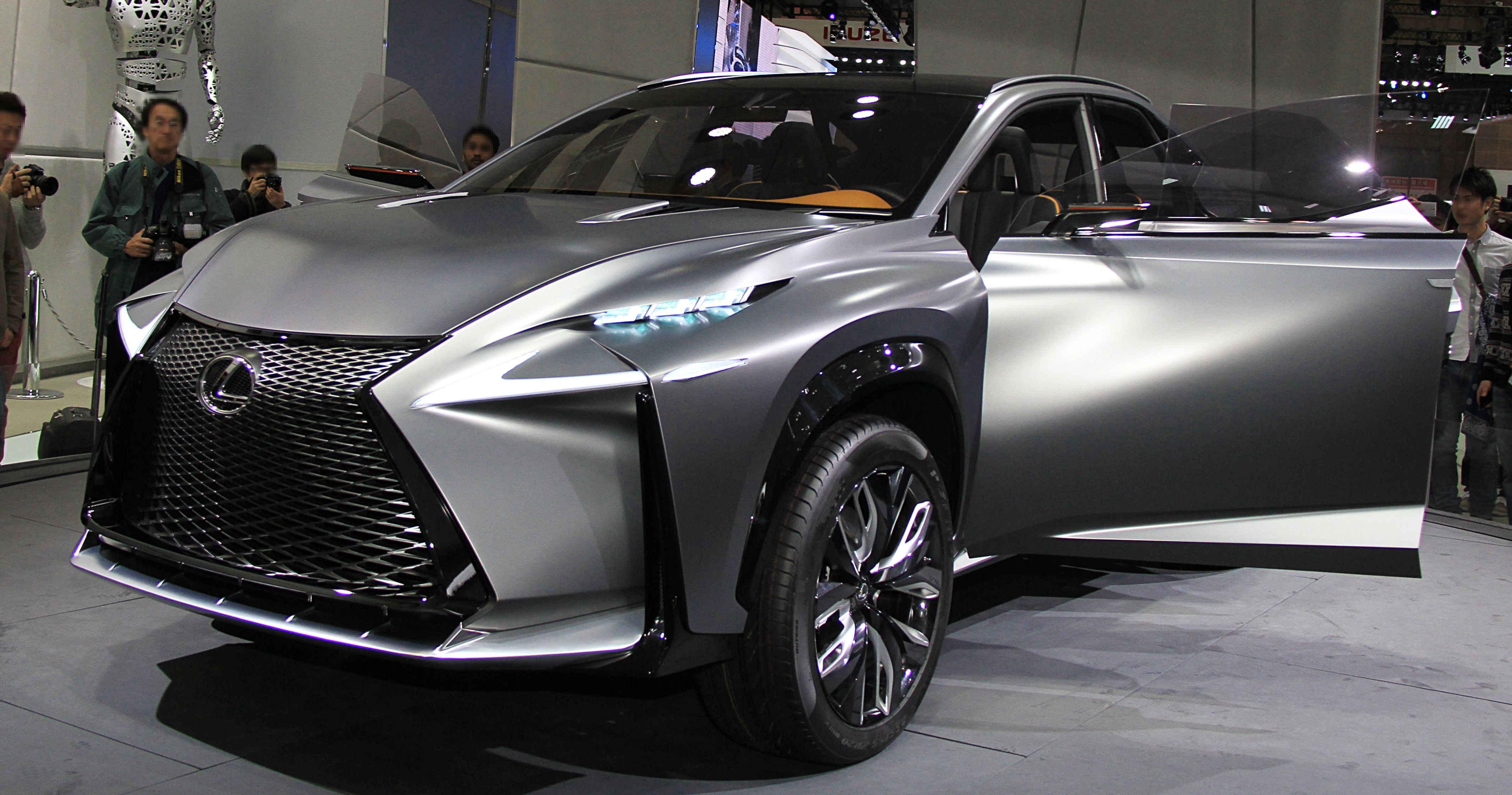
LF-NX（2013年）
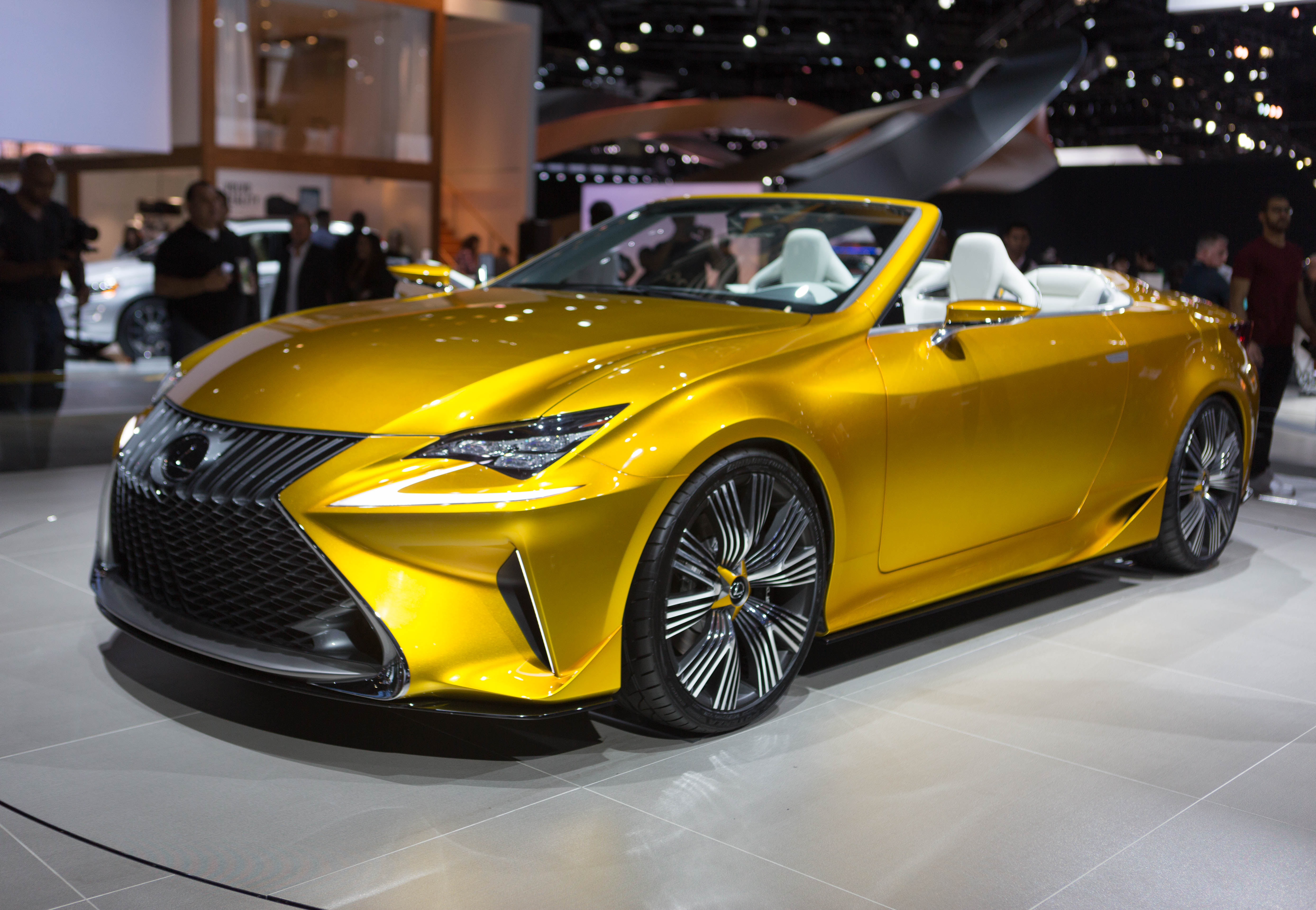
LF-C2（2014年）
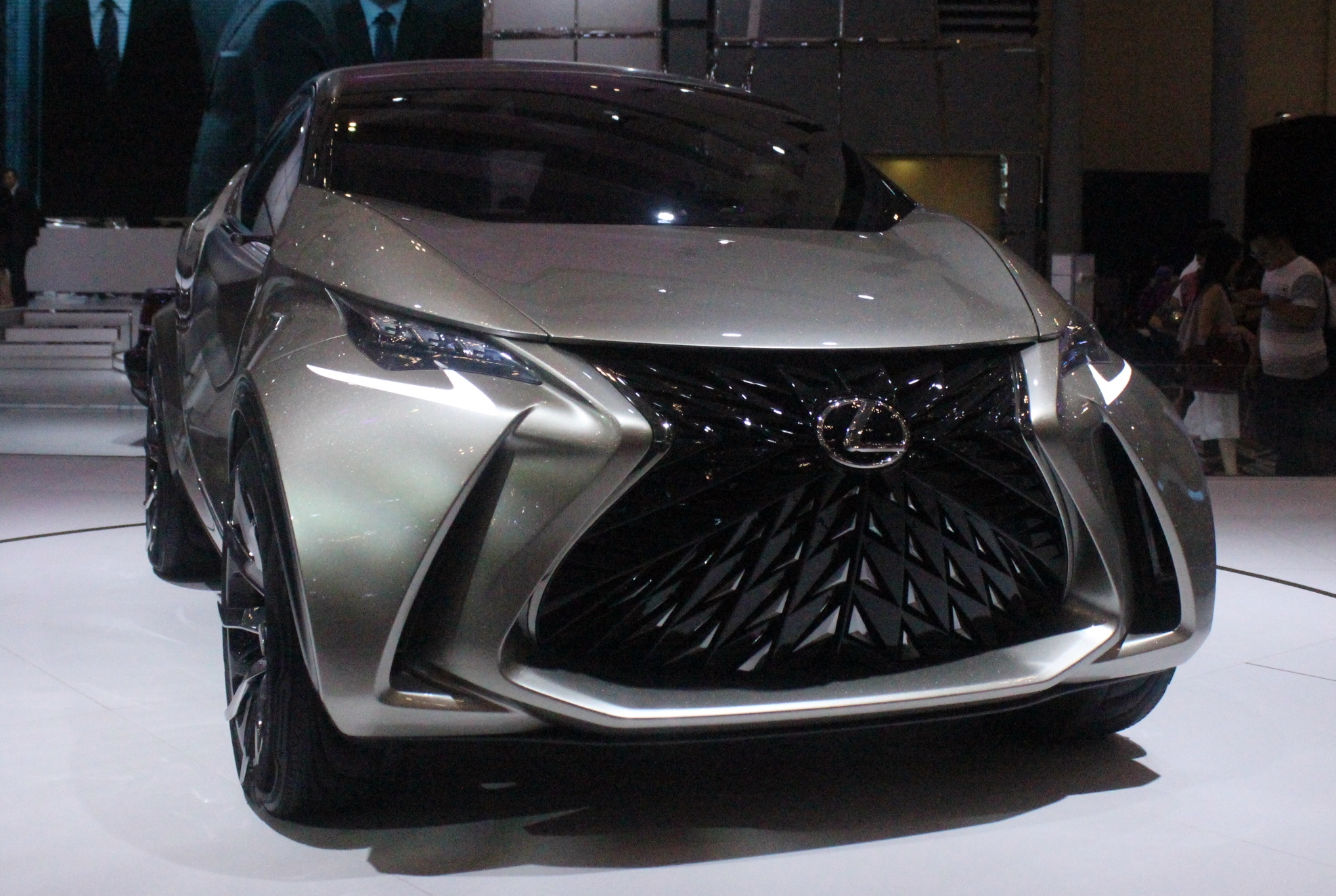
LF-SA（2015年）
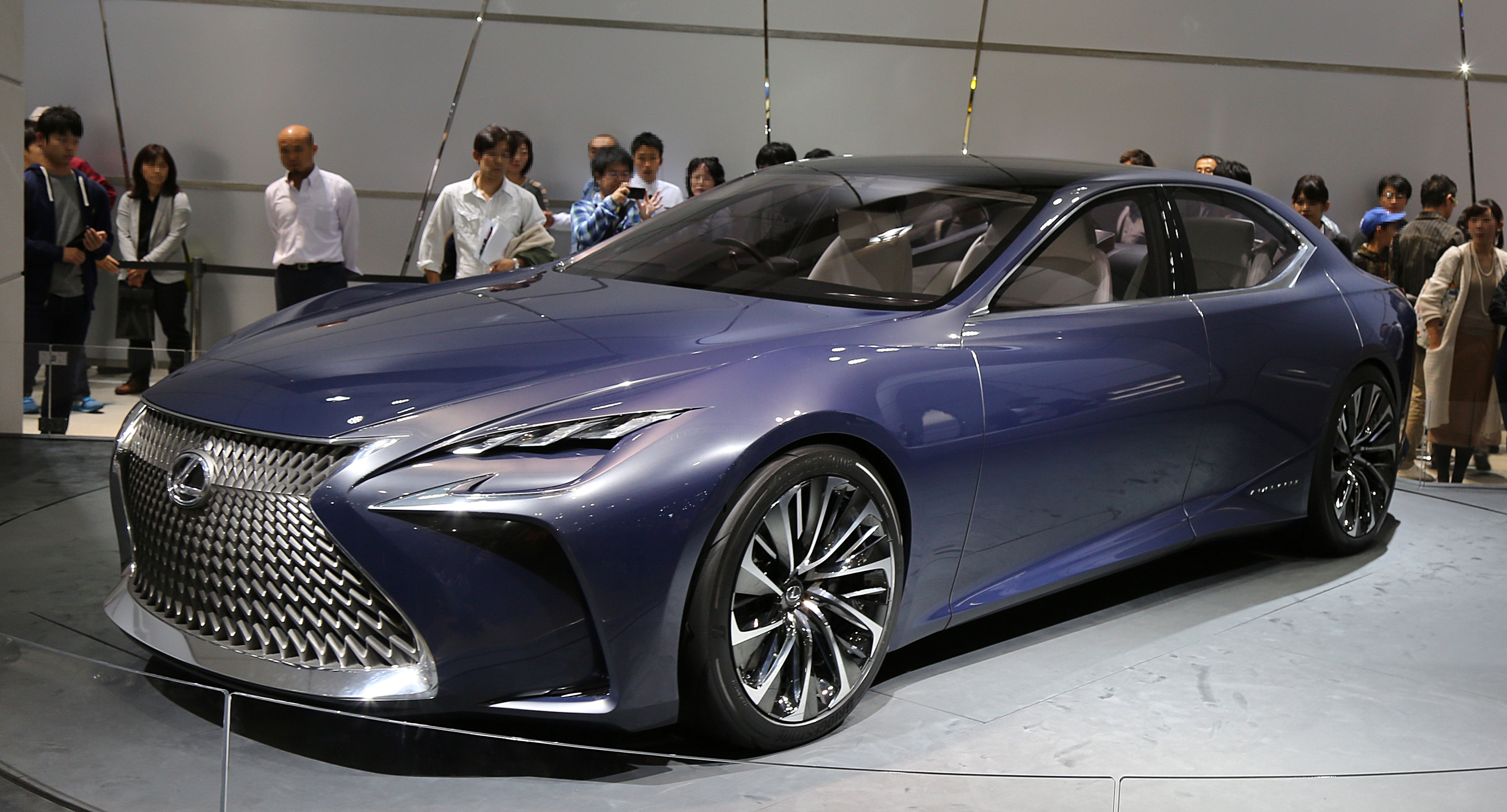
LF-FC（2015年）
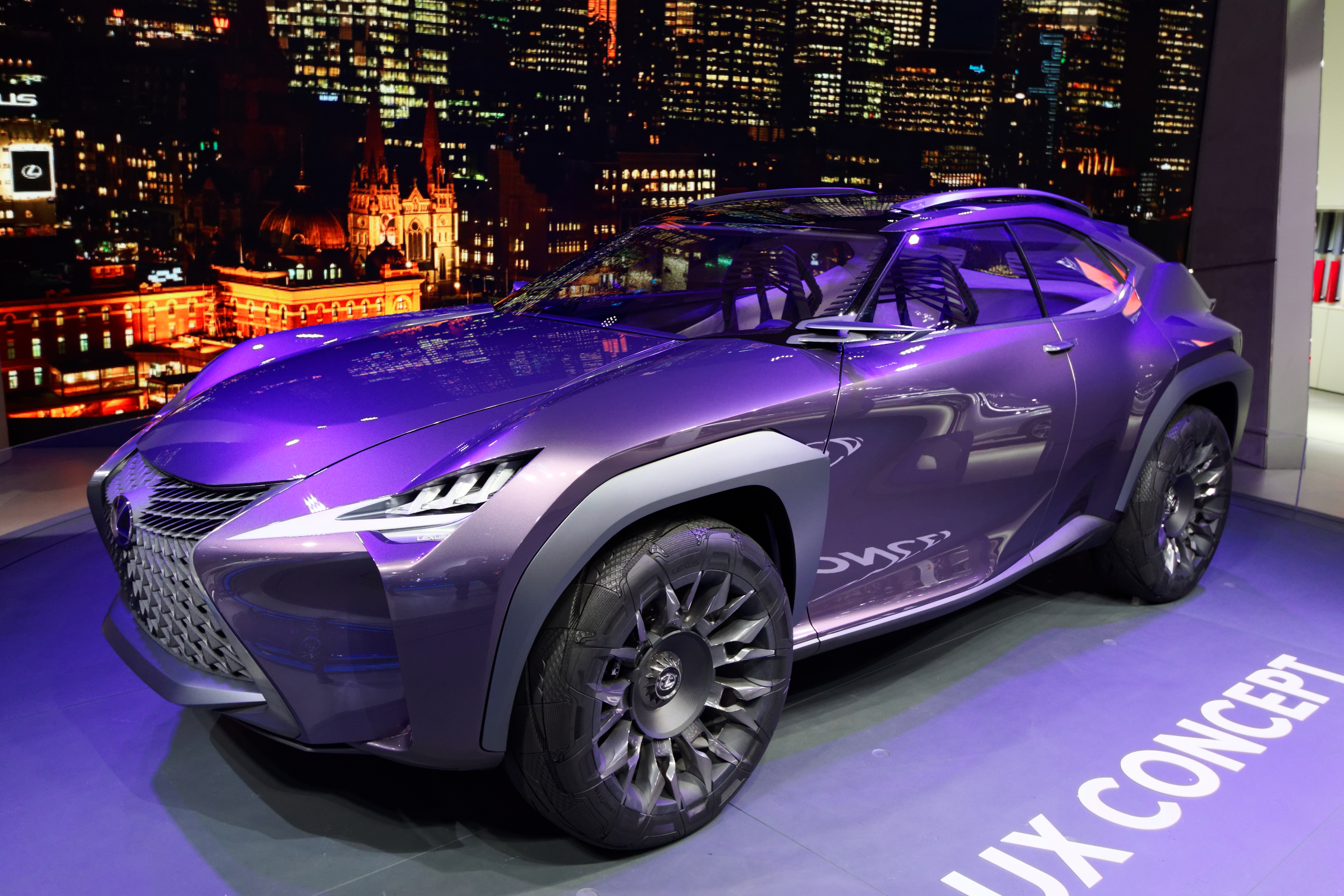
UX Concept（2016年）
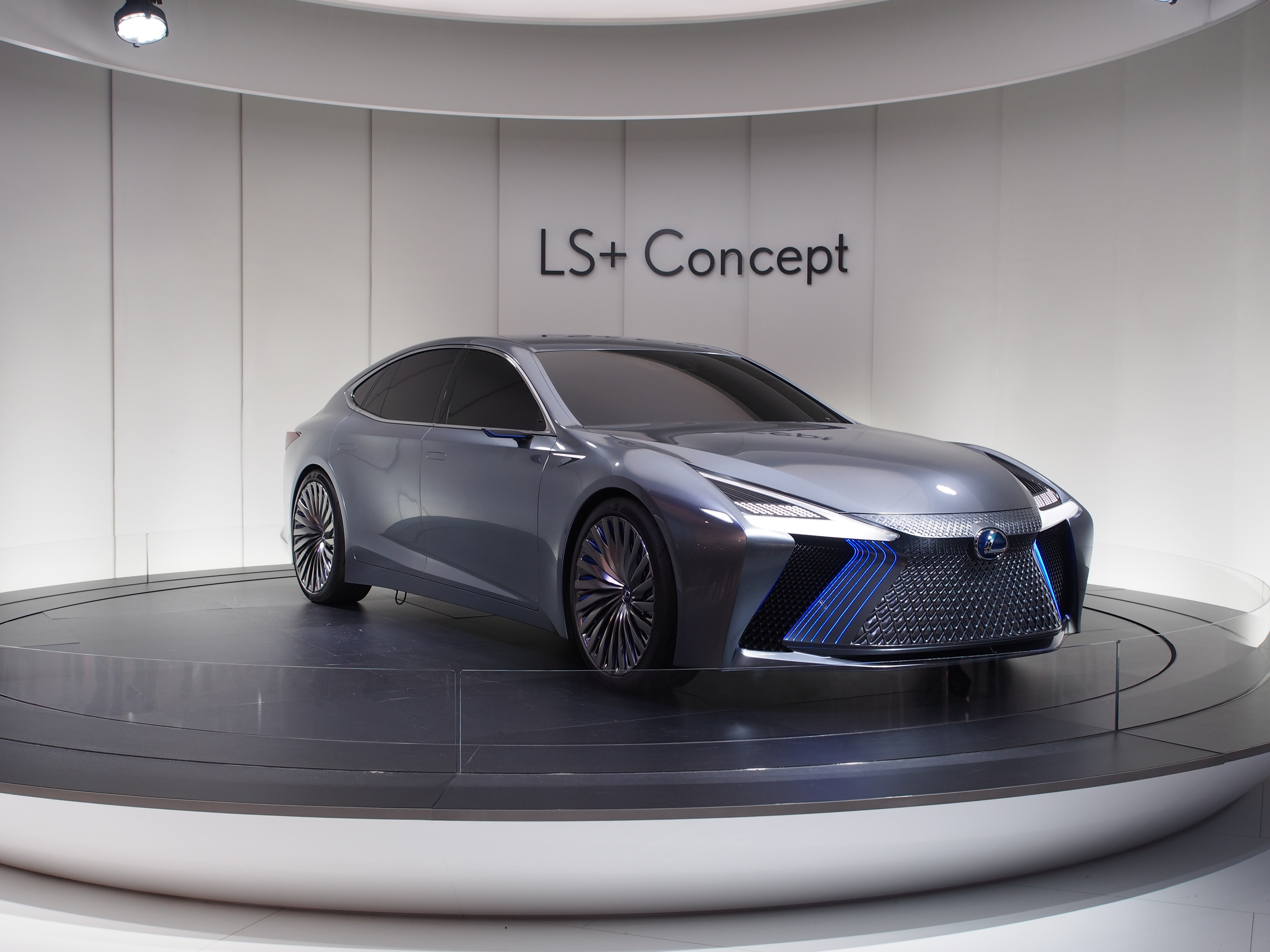
LS+ Concept（2017年）
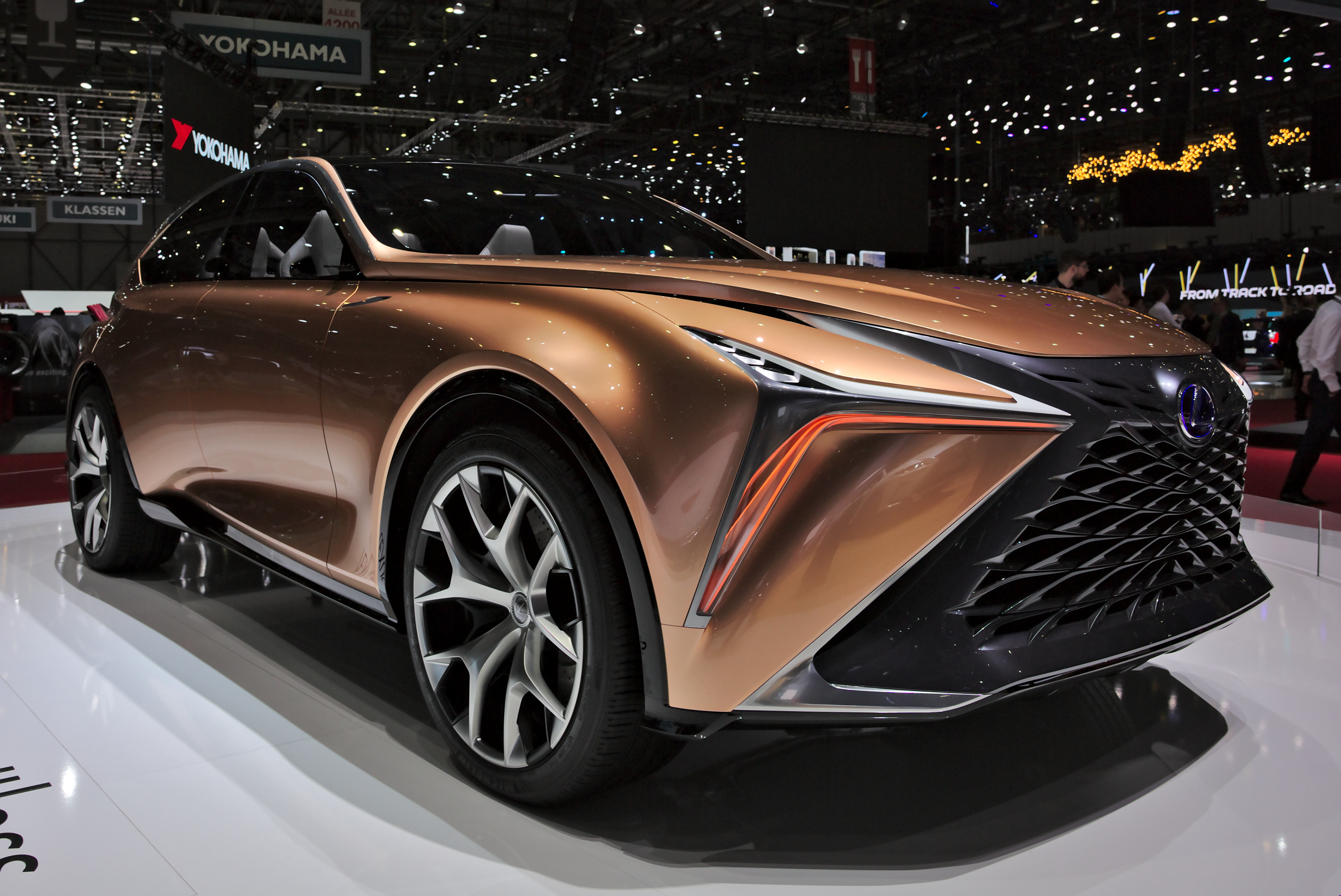
LF-1 Limitless（2018年）
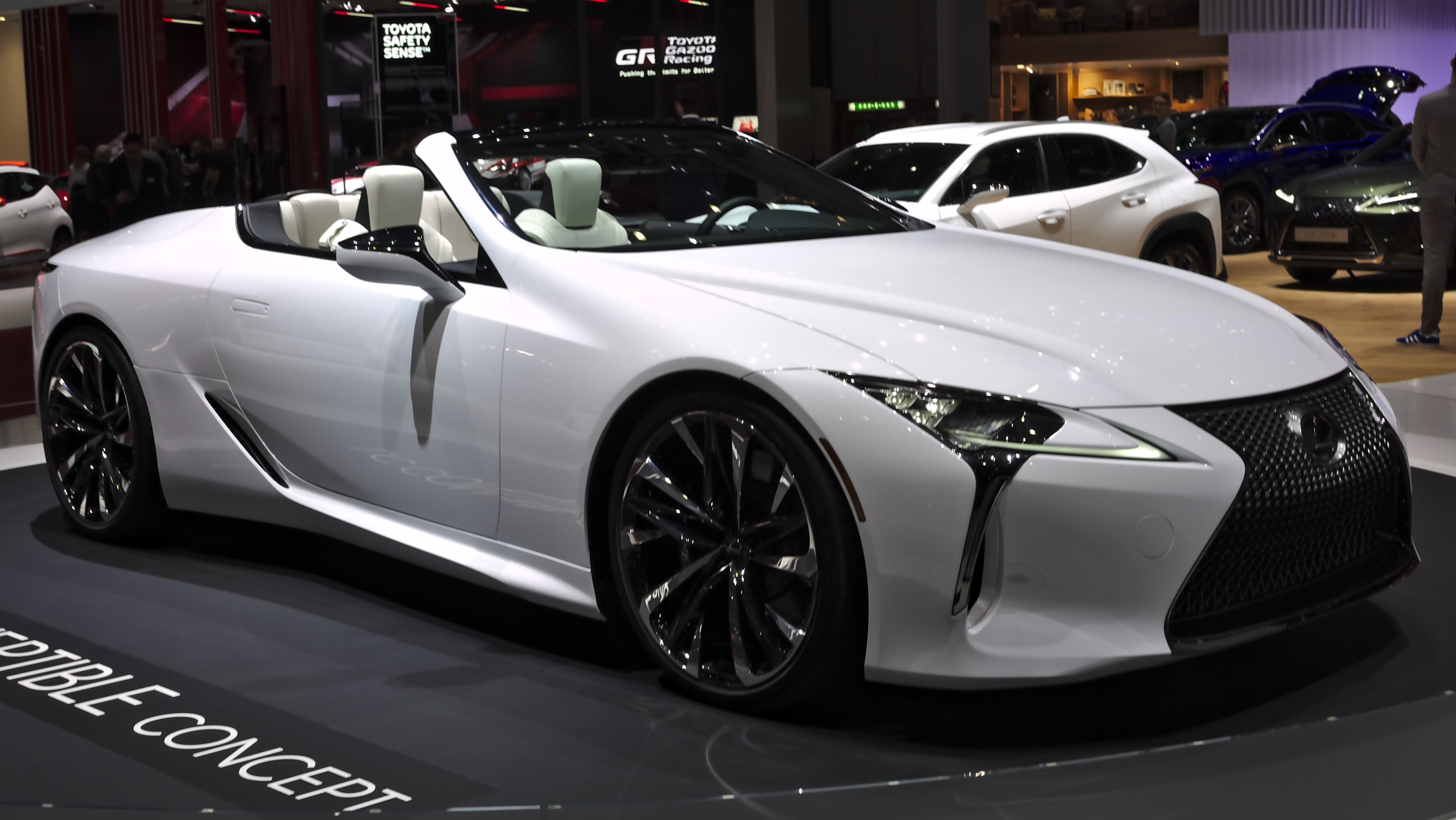
LC Convertible concept（2019年）
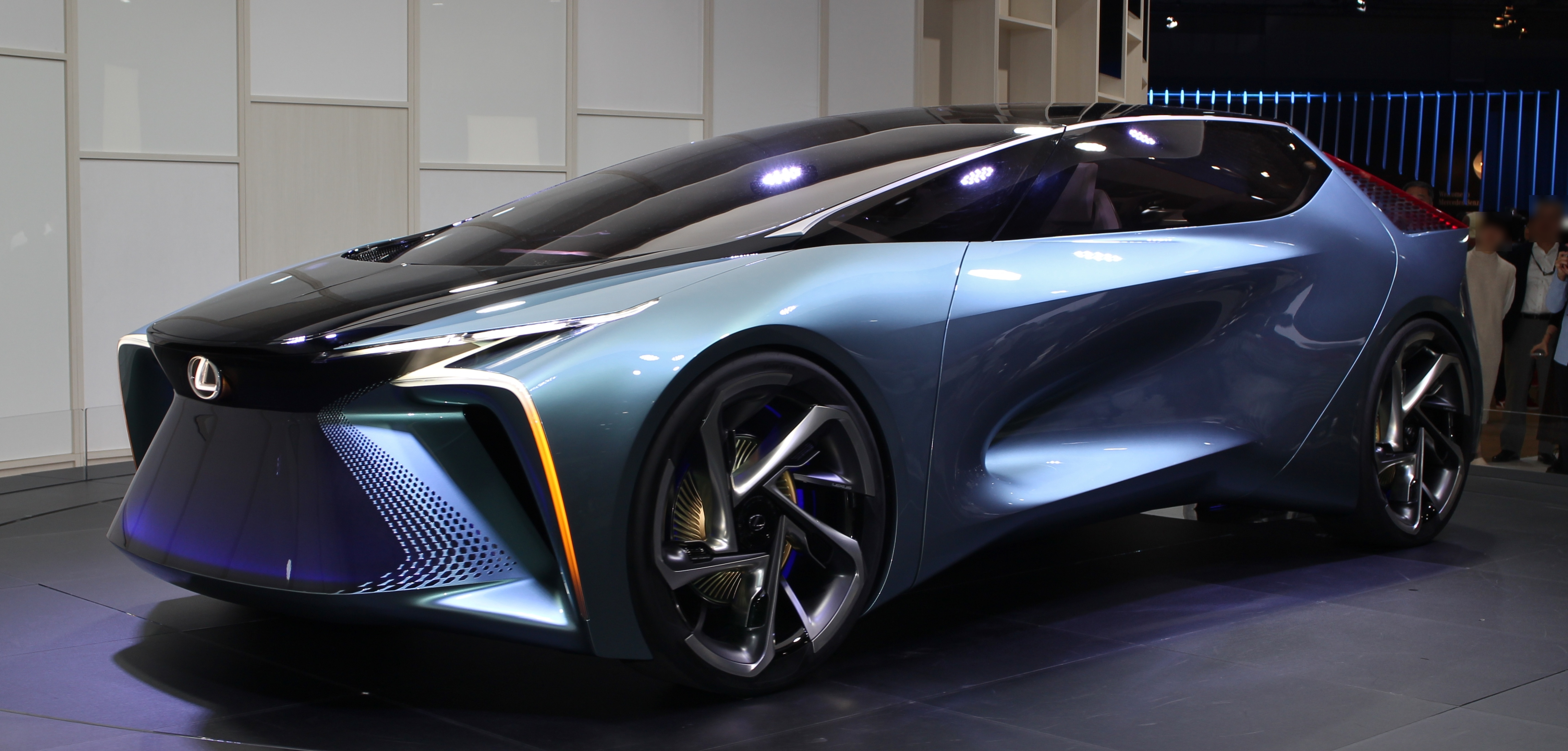
LF-30 Electrified（2019年）
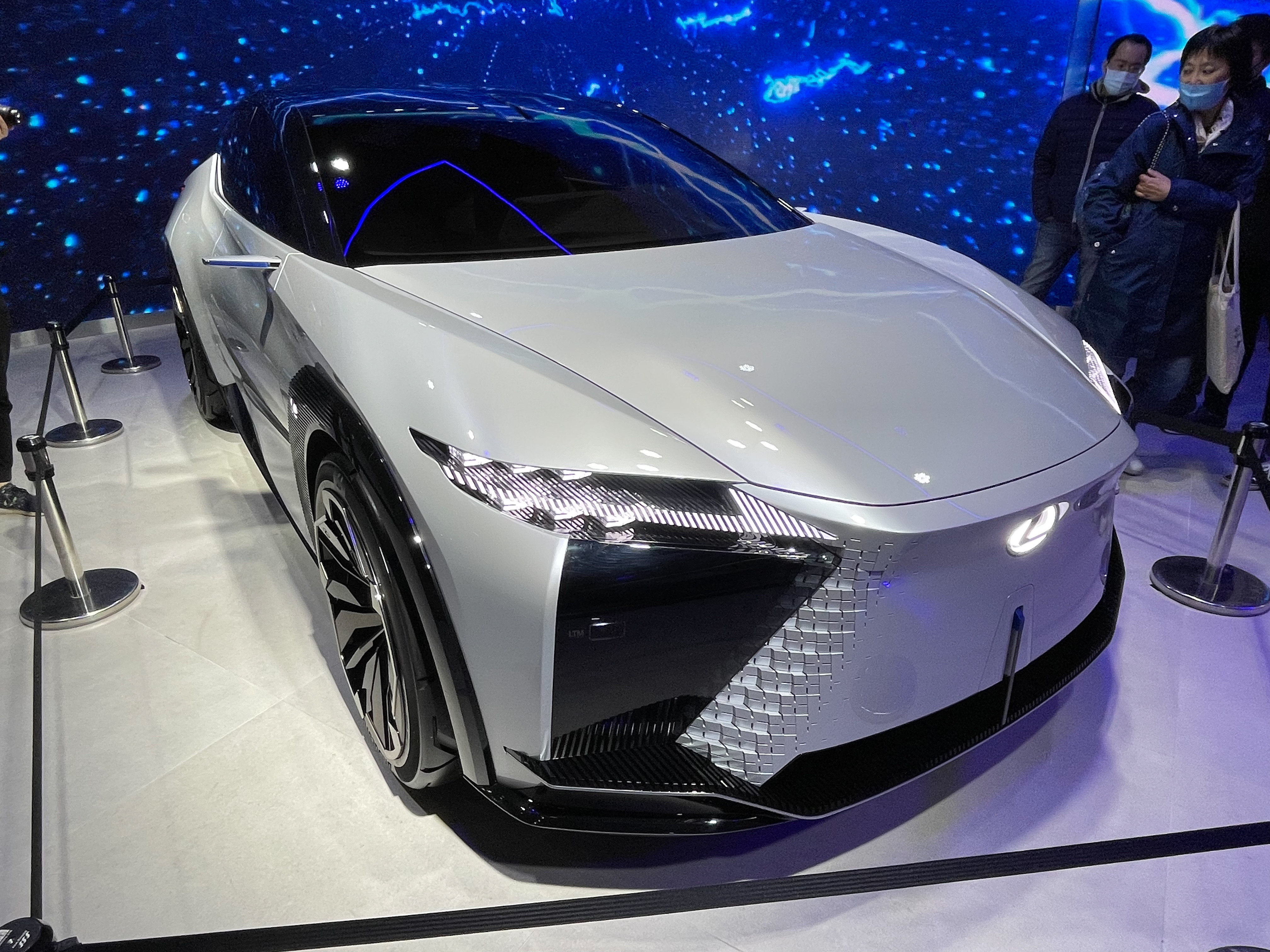
LF-Z Electrified（2021年）
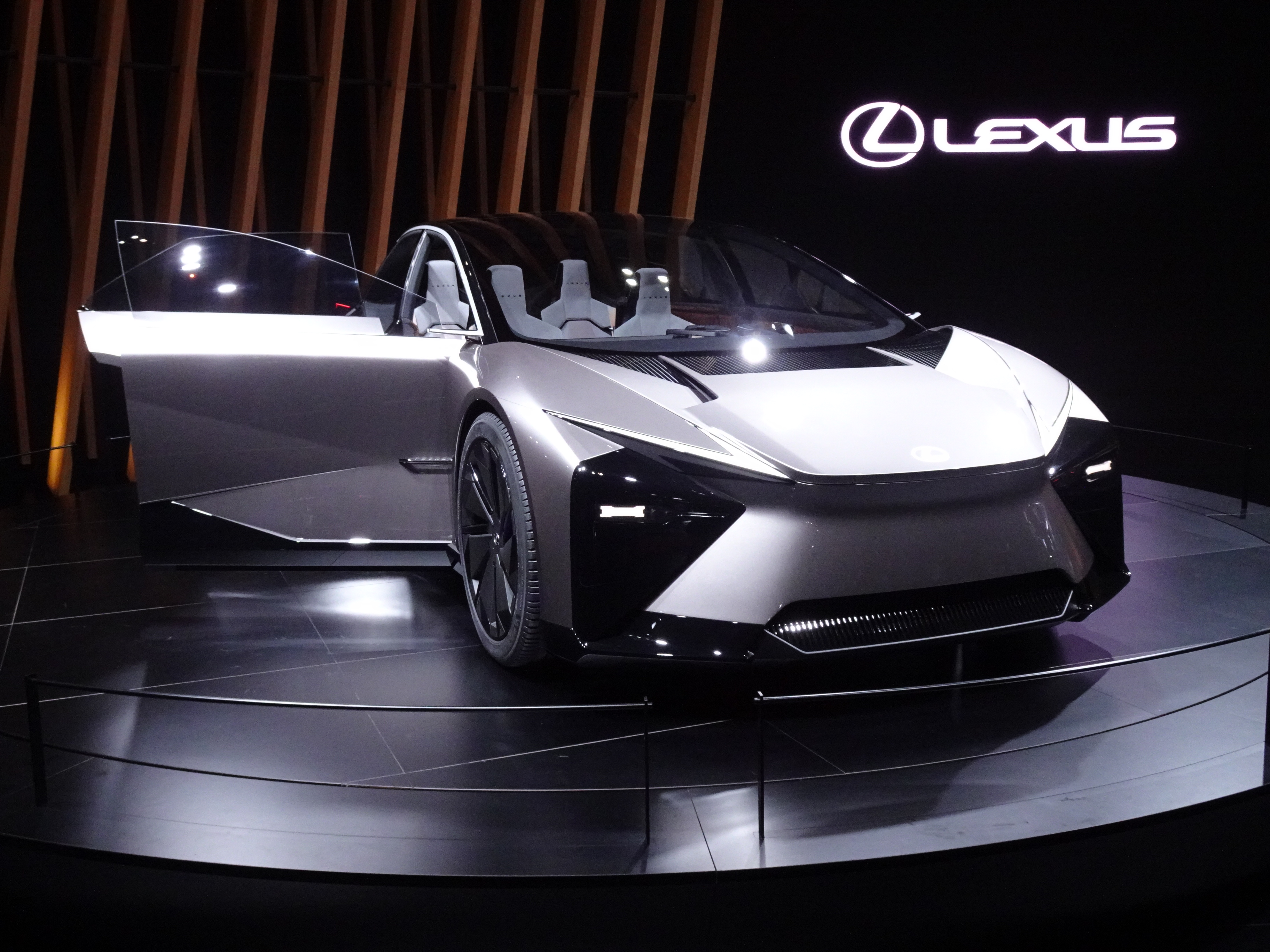
LF-ZC（2023年）
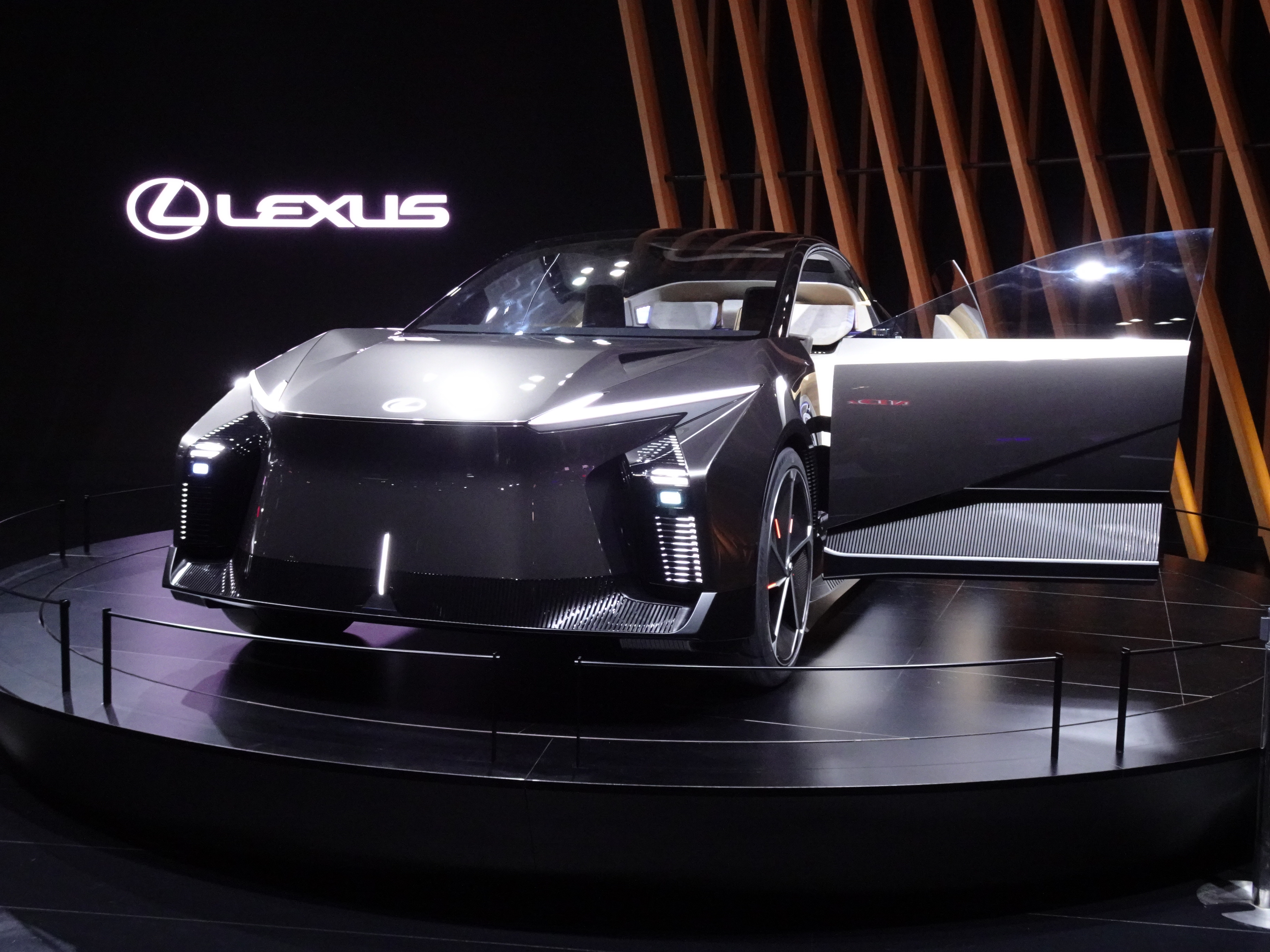
LF-ZL（2023年）